# Tunmarstjärnarna
Tunmarstjärnarna är en sjö i Söderhamns kommun i Hälsingland och ingår i Ljusnan-Skärjåns kustområde. Tunmarstjärnarna ligger i Axmar-Gåsholma Natura 2000-område.